# از مردگان متحرک بترسید (فصل ۱)
فصل اول از مردگان متحرک بترسید یک مجموعه تلویزیونی درام ترسناک آمریکایی در شبکه ای‌ام‌سی در ۲۳ اوت ۲۰۱۵ پخش شد و در ۴ اکتبر ۲۰۱۵ به پایان رسید که شامل شش قسمت بود. این مجموعه یک اسپین‌آف از مردگان متحرک است که بر اساس مجموعه کتاب‌های مصور به همین نام توسط رابرت کرکمن، تونی مور و چارلی ادلرد ساخته شده است. در ۹ مارس ۲۰۱۵، ای‌ام‌سی اعلام کرد که دستور ساخت سریال از مردگان متحرک بترسید برای فصل دوم تمدید شد. فصل دوم، شامل ۱۵ قسمت، در ۱۰ آوریل ۲۰۱۶ برای اولین بار پخش شد.
این فصل یک خانواده ناکارآمد و ترکیبی متشکل از مدیسون کلارک (کیم دیکنز)، نامزدش تراویس ماناوا (کلیف کورتیس)، دخترش آلیشیا (آلیسیا دبنم کری)، پسر معتاد او نیک (فرانک دیلین) و پسر تراویس، کریس (لورنزو جیمز هنری) از ازدواج قبلی تراویس با لیزا اورتیز (الیزابت رودریگز) را دنبال می‌کند. در آغاز آخرالزمان زامبی‌ها، دانیل سالازار (روبن بلیدز)، همسرش گریزلدا (پاتریشیا ریس اسپیندولا) و دخترشان اوفلیا (مرسدس میسون) به گروه آن‌ها ملحق می‌شوند و این خانواده‌ها در لس آنجلس، به جستجوی یک پناهگاه امن می‌پردازند.

## تولید

### انتخاب بازیگران
در دسامبر ۲۰۱۴، چهار نقش اصلی اول انتخاب شدند: کیم دیکنز در نقش مدیسون، (نقش اول زن). کلیف کرتیس در نقش تراویس ماناوا، (نقش اول مرد). فرانک دیلین در نقش نیک؛ و آلیسیا دبنم کری در نقش آلیشیا. در آوریل و مه ۲۰۱۵ نیز، الیزابت رودریگز و مرسدس میسون به عنوان بازیگران ثابت سریال، هر دو در نقش‌های نامعلوم معرفی شدند.

### فیلم‌برداری
تولید قسمت آزمایشی ابتدایی در اوایل سال ۲۰۱۵ آغاز شد و در ۶ فوریه ۲۰۱۵ به پایان رسید. قسمت آزمایشی در لس آنجلس فیلم‌برداری شد. قسمت‌های باقی‌مانده فصل اول در ونکوور، بریتیش کلمبیا، کانادا فیلم‌برداری شد. تولید پنج قسمت باقی‌ماندهٔ فصل اول در ۱۱ می ۲۰۱۵ آغاز شد. آدام دیویدسون که کارگردان قسمت اول بود، قسمت دوم و سوم سریال را نیز کارگردانی کرد.

## بازیگران
| بازیگر                 | نقش              | توضیحات                                                                    |
| بازیگران اصلی          | بازیگران اصلی    | بازیگران اصلی                                                              |
| ---------------------- | ---------------- | -------------------------------------------------------------------------- |
| کیم دیکنز              | مدیسون کلارک     | یک معاون باهوش و سلطه‌جو در دبیرستان، مادر نیک و آلیشیا و نامزد تراویس      |
| کلیف کرتیس             | تراویس ماناوا    | یک معلم دبیرستانی مصمم و حافظ صلح، نامزد مدیسون، پدر کریس و شوهر سابق لیزا |
| فرانک دیلین            | نیک کلارک        | یک معتاد به هروئین شجاع و فداکار، پسر مدیسون و برادر آلیشیا                |
| آلیشا دبنم کری         | آلیشا کلارک      | دختر دلسوز مدیسون و خواهر نیک                                              |
| الیزابت رودریگز        | لیزا اورتیز      | یک دانشجوی پرستاری و دلسوز، همسر سابق تراویس و مادر کریس                   |
| مرسدس میسون            | اوفلیا سالازار   | دختر بسیار توانا دانیل و گریزلدا                                           |
| لورنزو جیمز هنری       | کریس ماناوا      | پسر نوجوان سرکش تراویس و لیزا که به دلیل دنیای مرگبار جدید، خشن‌تر می‌شود    |
| روبن بلیدز             | دانیل سالازار    | یک آرایشگر، شوهر گریزلدا، و پدر اوفلیا                                     |
| بازیگران دوره‌ای        |                  |                                                                            |
| پاتریشیا ریس اسپیندولا | گریزلدا سالازار  | مادر اوفلیا و همسر دانیل                                                   |
| اسکات لارنس            | آرتی کاستا       | مدیر دبیرستانی که مدیسون و تراویس در آن کار می‌کنند                         |
| کاستلانوس لینکلن       | توبیاس           | دانش‌آموز تراویس                                                            |
| مسترو هارل             | مت               | دوست پسر آلیشا                                                             |
| شان هاتوسی             | اندرو آدامز      | یک نظامی خوش نیت                                                           |
| جیمی مک شین            | ستوان مویرز      | رهبر گروه گارد ملی مسئول حفاظت از محله خانواده مدیسون                      |
| ساندریان هالت          | دکتر بتانی اکسنر | دکتری با اعتماد به نفس و ماهر                                              |
| کولمن دومینگو          | ویکتور استرند    | یک تاجر باهوش و با گذشته‌ای مرموز                                           |
| بازیگران مهمان         |                  |                                                                            |
| کیت پاورز              | کالوین           | بهترین دوست نیک و فروشنده مواد مخدر                                        |
| لیون توماس سوم         | راسل             | یکی از شاگردان تراویس قبل از شیوع بیماری                                   |

## بازخوردها

### نظرات منتقدین
در راتن تومیتوز، این فصل دارای امتیاز ۷۶٪ است، بر اساس ۶۳ بررسی، که میانگین امتیاز آن‌ها ۶٫۷۵/۱۰ است. اجماع کلی منتقدین این سایت چنین می‌گوید: «ترس از مردگان متحرک عناصر نسخه قبلی خود را بازتولید می‌کند، اما همچنان به اندازه کافی، تاریک و جذاب است که با نسخه اصلی رقابت کند». در متاکریتیک، این فصل بر اساس آراء ۳۳ منتقد، امتیاز ۶۶ از ۱۰۰ را دارد که نشان‌دهنده «نظرات عموماً مطلوب» است.

### رتبه‌بندی‌ها
اولین نمایش این سریال در ایالات متحده در مجموع ۱۰٫۱ میلیون بیننده را جذب کرد که ۶٫۳ میلیون نفر از آن‌ها، در جمعیت ۱۸ تا ۴۹ ساله مورد علاقه تبلیغ‌کنندگان بودند. فصل اول، به‌طور متوسط ۱۱٫۲ میلیون بیننده در رتبه‌بندی «پلاس ۳ زنده» (شامل مشاهده VOD و DVR در عرض سه روز پس از پخش اولیهٔ تلویزیونی) داشت و به بالاترین رتبه‌بندی فصل اول در میان تمامی سریال‌ها در تاریخ تلویزیون کابلی تبدیل شد.